# グレーアム・ウォーラス

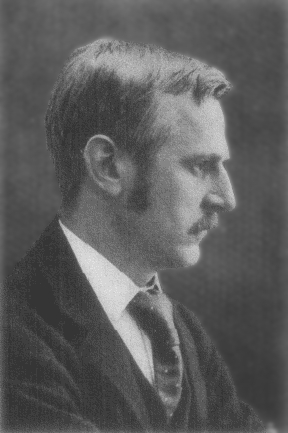
G.ウォーラス

グレーアム・ウォーラス（Graham Wallas、1858年 - 1932年）は、イギリスの政治学者、社会学者。フェビアン協会の創始者の一人。

## 生涯
イングランド北東部のサンダーランドに生まれる。シュルーズベリ・スクールに学び、さらにオックスフォード大学のコーパス・クリスティ・カレッジに進む。オックスフォード卒業の翌年である1882年に、シドニー・ウェッブを識る。ハイゲート・スクールで古典の教師を勤めながら、社会学・経済学・心理学の研究に専念する。1884年にロンドン経済学校（London School of Economics）が創立されると、その政治学の講座を担当する。1886年に正式にフェビアン協会の一員となり、1888年には執行委員に推挙されるまでになる。1894年にはロンドン教育委員会（London School Board）、1898年にはロンドン技術教育委員会（Technical Education Board of London）の委員を務めて教育行政に尽力し、1904年にはロンドン州会に選出されるが、同じ年に関税問題についての意見の対立をきっかけにフェビアン協会から去る。
1907年にロンドン経済学校がロンドン大学に併合されると、その政治学の教授となり、1908年から20年にわたって大学評議会の評議員として積極的に活動する。1923年に教授を辞し、研究に没頭する。コーンウォール州ポートローにおいて生涯を閉じた。75歳であった。

## 思想・学問
ウォーラスの最初の研究は、イギリス労働運動の立役者であるフランシス・プレースを扱っていた。労働階級の科学的研究の先駆として、レズリー・スティーヴンやマーク・ホーヴェル、ハモンド夫妻などの研究に影響を与えた。教育行政や政治の実際を経験したことは、ウォーラスの政治学の著作にさまざまな例証を与えた。さらに講座における教授活動は、ウィリアム・ジェームズの心理学が更新しつつあった教育理論にも目を開かせることになった。その理論においては、人間の本能的衝動はもはや刑罰の対象ではなく、「教育」によって陶冶されるべき事実であった。そこから「人間性」は「制度」によって変化させられる、という認識が生まれ、人間性を制度から離して考察する従来の政治制度論の欠陥に気づくことになる。新しい心理学による発見の上に政治学を打ち立てるべきである、とウォーラスは考えた。
固定された人間性を否定した以上、主知主義的な政治学のアプローチにも批判のメスが入る。人間は利害や計算によってのみ行動するのではなく、本能や衝動によっても動かされるのであり、その結果は集団が大きくなるほど予見しがたくなる。ウォーラスは代議制民主主義にとって躓きの石となりそうな要素、たとえば大衆心理、広告、官僚などを指摘し、政治をより複雑な現象として示した。ウォーラスは「市会にではなく市会議員に興味をもっている」のであり、彼にとって政治学は人間性の探求である。

## 著作
- 『フランシス・プレース伝 The Life of Francis Place』（1898年）
- 『政治における人間性 Human Nature in Politics』（1924年）
- 『大社会 The Great Society』（1914年）
- 『社会的遺産 Our Social Heritage』（1921年）
- 『思考の技術 The Art of Thought』（1926年）
- 『社会的判断 Social Judgement』（1932年）
- 『人と理念 Men and Ideas』（1940年）

### 日本語訳
- 大日本文明協会 訳『社会の心理的解剖』（大正10年）
- 岡島亀次郎 訳『社会伝統論』（大正14年）
- 石上良平・川口浩 共訳『政治における人間性』（昭和33年、創文社）
- 松本剛史　訳『思考の技法』（令和2年、筑摩書房<ちくま学芸文庫>）